# Orchis mascula
Orchis mascula és una orquídia d'hàbit terrestre que es distribueix per l'Europa mediterrània i el nord-oest d'Àfrica.

## Hàbitat
Es desenvolupa en prats i terrenys a la llum solar directa o mitja ombra. Es troben al Mediterrani i nord-oest d'Àfrica.

## Descripció
Les fulles són oblongues, amb una longitud de 8 cm, generalment amb taques desiguals de color purpuri marró fosc. També presenta bràctea que embolica la tija en la major part de la seva longitud. Les fulles creixen des dels nòduls subterranis, que tenen una grandària màxima de 6 cm i són el·lipsoides.
La inflorescència, que és erecta en espiga amb forma oblonga, surt de la roseta basal, i té de 5 a 10 fulles lanceolades que, de vegades, estan clapejades de punts porpra. La tija té de 7,5 a 12,5 cm de longitud.